# A. J. Antoon
A. J. Antoon, all'anagrafe Alfred Joseph Antoon Jr. (Methuen, 7 dicembre 1944 – New York, 22 gennaio 1992) è stato un regista teatrale statunitense.

## Biografia
A. J. Anton nacque in Massachusetts, figlio di Alfred J. Antoon e Josephine Saba. Dopo le superiori Antoon entrò in seminario, ma poi rinunciò all'idea del sacerdozio e studiò al Boston College, dove si laureò nel 1968. Successivamente studiò recitazione a Yale. Dal 1971 diresse numerosi allestimenti al festival shakespeariano di New York per oltre vent'anni. 
Nel 1972 fece il suo esordio a Broadway e ottenne due candidature al Tony Award alla miglior regia di un'opera teatrale per la sua regia di That Championship Season e Molto rumore per nulla, vincendolo per la prima delle due opera. Nello stesso anno vinse anche il Drama Desk Award, l'Obie Award e il New York Drama Critics' Circle. Nel 1975 diresse Trelewny of the 'Wells' a Broadway, con un cast che annoverava gli esordienti Meryl Streep e Mandy Patinkin. 
Omosessuale dichiarato, morì di AIDS a New York all'età di quarantasette anni.